# Пјаца (Бреша)
Пјаца је насеље у Италији у округу Бреша, региону Ломбардија.
Према процени из 2011. у насељу је живело 21885 становника. Насеље се налази на надморској висини од 163 м.